# Барде де ля Мэзон-Руж, Марсьяль
Марсьяль Барде де Мезон-Руж (фр. Martial Bardet de Maison-Rouge; 1764–1837) — французский военный деятель, дивизионный генерал (1814 год), барон (1811 год), участник революционных и наполеоновских войн. Имя генерала выбито на Триумфальной арке в Париже.

## Биография
Родился семье кавалериста полиции Жана Батиста Барде (фр. Jean Baptiste Bardet; –1774) и его супруги Жанны Таро (фр. Jeanne Tharaud). Начал военную службу 5 июня 1781 года простым солдатом в Медокском пехотном полку. 21 сентября 1789 года вышел в отставку и возвратился на родину. С 14 декабря 1790 года был женат на Марселле Гибер (фр. Marcelle Guibert), от которой имел дочь Жанну Женевьеву (фр. Jeanne Geneviève Bardet).
В 1790 году был избран командиром только что созданной Национальной гвардии Перьяка. 22 сентября 1791 года присоединился к 3-й роте 1-го батальона волонтёров департамента Верхней Вьенны и 3 октября был избран сослуживцами капитаном этой роты. В апреле 1792 года вместе с батальоном вошёл в состав 49-й полубригады линейной пехоты Северной армии маршала Рошамбо, и сражался 20 сентября 1792 года при Вальми. 1 октября 1792 года переведён в Арденнскую армию генерала Дюмурье, сражался при Монсе, Баве и Жемаппе, находился при осаде Намюра. В феврале 1793 года полубригада вернулась в состав Северной Армии. Барде участвовал в нападении на Ахен, в сражениях при Неервиндене и Фамаре. С 25 мая по 28 июля 1793 года участвовал в обороне Валансьенна, затем в деблокаде Мобежа, после чего целый год был в гарнизоне города. 21 ноября 1793 года избран командиром 1-го батальона Верхней Вьенны. С 17 по 30 апреля 1794 года участвовал в обороне Ландреси, осаждённой войсками принца Оранского. 28 июня 1794 года определён в новую Самбро-Маасскую армию генерала Шерера, участвовал в захвате Ландреси 16 июля, находился при блокаде Кенуа, после чего Валансьен и Конде сдались французам без боя. 18 сентября 1794 года отличился в сражении при Спримоне, где во главе своего батальона переправился вброд через Рур и штыковой атакой сбил вражеские посты. 26 октября 1795 года 1-й батальон Верхней Вьенны вошёл в состав 174-й пехотной полубригады, слитой 26 февраля 1796 года путём амальгамы с 49-й полубригадой линейной пехоты.
18 июля 1796 года в Германии снова вспыхнула война. Август месяц был очень тяжёлым для 49-й полубригады, которая сражалась 10-го под Нассау, 20-го под Дайнингом, выдержала ожесточённый бой, дважды потеряла и отвоевала город; но серьёзное численное превосходство противника заставило Журдана отступить. Отличился в бою 30 августа 1796 года при Бург-Эберахе, где отход дивизии Бернадота, в которую входила полубригада Барде, был отрезан австрийцами. Марсьяль несколько раз атаковал в штыки превосходящие силы неприятеля, давая возможность дивизии отступить без потерь. 23 сентября 1796 года был комендантом Кобленца.
Отличился в сражении 10 сентября 1799 года при Зейпе и прямо на поле боя произведён главнокомандующим генералом Брюном в полковники. 19 сентября 1799 года в сражении при Бергене получил приказ во главе двух батальонов остановить колонну русских. Барде стремительно атаковал её и опрокинул, захватив 7 орудий, 6 знамён и множество пленных, в том числе генерал-лейтенанта Ивана Ивановича Германа и его штаб. 6 октября 1799 года отличился в сражении при Кастрикуме и в тот же день сменил произведённого в бригадные генералы полковника Паради в должности командира 49-й полубригады. Оставался в Голландии до августа 1800 года, когда присоединился к 1-й дивизии генерала Барбу Галло-Батавской Армии в гарнизоне Франкфурта. В ходе кампании 1800 года сражался 3 декабря при Бург-Эберахе и 17 декабряпри Хауфте. После окончания боевых действий служил в гарнизоне Шербура в составе Английской армии генерала Нея.
5 октября 1803 года, после того, как 49-я полубригада была расформирована, Барде возглавил 27-й полк линейной пехоты, который входил в состав дивизии Партуно лагеря в Монтрёе Армии Берегов Океана. С 29 августа 1805 года дивизия стала частью 6-го армейского корпуса маршала Нея Великой Армии. Принял участие в Австрийской кампании 1805 года, сражался при Гюнцбурге и Эльхингене. В боях при Ульме с 15 по 17 октября 1805 года Барде особенно отличился, когда первым вошёл в город через ворота, после форсирования Дуная и стремительной атаки Михельсберга. 27 октября переправился через Инн. Был при взятии Шарница 5 ноября и Инсбрука 7 ноября.
В ходе Прусской кампании 1806 года сражался при Йене, где его 27-й полк получил хвалебные отзывы. 15 октября Ней преследовал пруссаков в направлении Эрфурта. 21 ноября вошли в Берлин. В декабре Ней вступает в Польшу, и несколько бездумно бросается со всем своим армейским корпусом в погоню за пруссаками, удаляясь от предписанного маршрута. 26 декабря французы столкнулись с Лестоком при Зольдау в 60 км от Пултуска, и отбросили его к Ниденбергу. Таким образом, устранив опасность соединения русских с пруссаками. После небольшой передышки, новый бой 5 февраля 1807 года при Вальтердорфе, а затем 8 февраля при Эйлау.
11 марта 1807 года Ней представил Барде к званию бригадного генерала, и на следующий день Император одобрил это производство. Был назначен командиром бригады в той же дивизии. 5 июня 1807 года Беннигсен неожиданно атаковал Нея в Гуттштадте. У Нея было всего 17 000 пехотинцев и артиллеристов при поддержке нескольких кавалерийских полков, в то время как Беннигсен выделил 63 000 пехотинцев, кавалеристов и артиллеристов в дополнение к 168 артиллерийским орудиям. Сопротивляясь пяти атакам, Ней был вынужден отступить и отступила через Пассаргу в Деппене. Барде вынужден был бросить всё своё снаряжение во время этого отступления, включая униформу бригадного генерала, пять лошадей и патент легионера. 14 июня произошло страшное Фридландское сражение. Ней прибыл на поле боя одновременно с Наполеоном в 14:30, в то время как бой бушевал с 3 часов ночи под командованием Ланна. Наполеон планировал только сдержать русских 14-го и дать реальное сражение 15-го, но, заметив отвратительное положение, в котором оказались русские благодаря энергичным манёврам Ланна, решил атаковать немедленно. Главная роль выпала Нею (правое крыло), которому предстояло прорваться через «брюхо» русских, невзирая на потери, дойти до Фридланда и захватить мосты. В 17:30 6-й корпус (14 000 человек) вышел из Сортлакского леса. Дивизия Маршана быстро взяла деревню Сортлак, свою цель, но дивизия Биссона, одним из генералов которой был Барде, потерпела страшный разгром, которым воспользовался русский генерал Багратион. Только энергичные действия артиллерии генерала Сенармона спасли положение. Чтобы подбодрить 27-й полк, Ней сказала: «Храбрый 27-й, ничто не может тебя удивить! Следуй за своим маршалом!» К вечеру сражения полк, яростно сражавшийся с Русской Императорской гвардией, был ужасно потрёпан: в нём осталось всего 30 офицеров и 1200 человек.
7 сентября 1808 года 6-й корпус переведён в Испанию. Сражался 18 ноября 1808 года при Касканте, 23 ноября при Туделее, где его дивизионный генерал Лагранж был ранен пулей в руку. Его сменил генерал Матьё во главе 2-й дивизии, также раненный в бою. 29 ноября отличился при Бубьерке.
В мае 1809 года его бригада, по-прежнему состоявшая из 27-го и 25-го полков, приняла участие в Астурийской экспедиции, которую Ней координировал с Келлерманом. В начале июня в Галисии он, вероятно, присутствовал в битве при Понте-Сампайо, в которой Ней потерпел поражение от испанцев Пабло Морильо. 18-19 июня 1809 года состоялись бои за взятие Овьедо, в ходе которых вновь отличился Барде
17 апреля 1810 года Барде и его бригада присоединились к Португальской армии под командованием маршала Массены. Участвовал во взятии Сьюдад-Родриго, капитуляция которого состоялась 10 июля 1810 года. Был тяжело ранен в сражении 3-5 мая 1811 года при Фуэнтес-де-Оньоро. 20 мая 1811 года получил четырёхмесячный отпуск для поправления здоровья и возвратился во Францию.
Барде с большим трудом восстанавливается после травмы, и ему приходится несколько раз продлевать отпуск для выздоровления. В начале 1812 года он был назначен в Байоннский резерв, но состояние его здоровья вынудило Военное министерство оставить его в резерве. Весной 1812 года его здоровье окончательно восстановилось. 23 марта 1812 года возвратился к активной службе с назначением в резервный корпус генерала графа Лемаруа в Булони. 8 ноября 1812 года стал командиром 1-й бригады 31-й пехотной дивизии генерала Лагранжа 11-го армейского корпуса маршала Ожеро. 20 февраля 1813 года временно заменил заболевшего генерала Дессе на посту военного коменданта Берлина. 7 мая 1813 года - командир 3-й бригады 31-й пехотной дивизии генерала Фрессине 12-го корпуса маршала Макдональда. Сражался 20-21 мая при Баутцене и 27 мая при Хойерсверде, где вывихнул левую руку при неудачном падении с лошади. 26 июля 1813 года переведён командиром 1-й бригады 13-й дивизии генерала Пакто 12-го корпуса маршала Удино, сражался 23 августа при Гросберене и 6 сентября при Денневице, где тяжело ранен пулей в левую ногу. Барде был доставлен во Франкфуртскую больницу для лечения. Эта новая травма в сочетании с травмой руки, которая ухудшилась из-за отсутствия ухода, привела к тому, что ему предоставили отпуск на шесть месяцев. 3 октября возвратился во Францию и в ноябре получил разрешение отправиться к себе домой в Лимож.
8 января 1814 года прервал свой отпуск и отправился в расположение Лионской армии. 7 февраля по приказу маршала Ожеро прибыл в Ним для организации резервной дивизии вместо больного Менара, во главе которой 15 февраля прибыл в Вьену, а 18 февраля в Лион. 1 марта 1814 года захватил форт л'Эклюз, за что 3 марта 1814 года награждён чином дивизионного генерала. 18 марта Ожеро попросил Барде любой ценой удержать левый берег Соны, чтобы дать время маршалу отступить. 20 марта наконец состоялась битва при Лимоне, после которой Барде отступил в Лион, а затем с основными силами на Вьену. 24 марта Барде находился в Валансе. 15 апреля Барде официально узнал о событиях в Париже и отречении Наполеона. Офицеры и солдаты Лионской армии отказались присягать новому правительству. После роспуска 10 июня 1814 года Лионской армии зачислен в резерв Генерального штаба и оставался без служебного назначения.
Во время «Ста дней» Наполеон принял в Тюильри своих бывших генералов, пришедших вернуться к нему на службу. Каждому он задал несколько вопросов. Генерала Барде он спросил:
- «А ты, Барде, что ты делал, пока меня не было?
- Сир, я был в своей стране, ожидая ваших приказов!»

3 мая был назначен военным комендантом Страсбурга. С 26 июня по 4 сентября под командой генерала Раппа участвовал в обороне города от войск союзников. 11 сентября был выслан властями в Лимож под надзор полиции с запрещением проживания в столице. Наконец, 14 сентября 1815 года Барде был отправлен в отставку с максимальным для своего чина жалованьем. Он несколько раз пытался возобновить службу, но безуспешно.
Умер 3 мая 1837 года в своём имении Мезон-Руж в возрасте 72 лет. В Лиможе, а также в его родном Перьяке, есть улица Женераль-Барде (фр. Général-Bardet).

## Воинские звания
- Капрал (27 сентября 1786 года);
- Капитан (3 октября 1791 года);
- Командир батальона (21 ноября 1793 года);
- Полковник (10 сентября 1799 года);
- Бригадный генерал (11 марта 1807 года, утверждён в чине 12 марта 1807 года);
- Дивизионный генерал (3 марта 1814 года).

## Титулы

Герб барона

- Барон Мезон-Руж и Империи (фр. baron de Maison-Rouge et de l'Empire; декрет от 19 марта 1808 года, патент подтверждён 6 сентября 1811 года)[2].

## Награды
- Легионер ордена Почётного легиона (11 декабря 1803 года)
- Офицер ордена Почётного легиона (14 июня 1804 года)
- Коммандан ордена Почётного легиона (25 декабря 1805 года)
- Кавалер военного ордена Святого Людовика (19 июля 1814 года)